# Urosalpinx
Urosalpinx is een geslacht van weekdieren uit de klasse van de Gastropoda (slakken).

## Soorten
- Urosalpinx cala (Pilsbry, 1897)
- Urosalpinx cinerea (Say, 1822) (Amerikaanse oesterboorder)
- Urosalpinx circumtexta (Stearns, 1871)
- Urosalpinx grippi (Dall, 1911)
- Urosalpinx haneti (Petit de la Saussaye, 1856)
- Urosalpinx subangulata (Stearns, 1873)
- Urosalpinx tampaensis (Conrad, 1846)
- Urosalpinx verrilli Dall, 1927